# Arquivo Geral da Cidade do Rio de Janeiro
O Arquivo Geral da Cidade do Rio de Janeiro (AGCRJ) foi inicialmente concebido em 1567, na época da fundação da cidade. Hoje é vinculado à Secretaria Municipal de Governo e Integridade Pública - SEGOVI.
Sua missão é o recolhimento, a preservação e a organização dos fundos documentais produzidos pelo governo no âmbito municipal, além dos arquivos privados em depósito. Mantém atualmente coleções de documentos de ex-prefeitos, administradores, professores, engenheiros, entre outras personalidades do Rio.
No arquivo são mantidas fotos do Acervo Augusto Malta, importante fotógrafo a retratar o Rio de Janeiro do passado.
Fica situado atualmente a rua Amoroso Lima, na Cidade Nova.